# Daniel Fortea
Daniel Fortea (Benlloch, 28 aprile 1878 – Castellón de la Plana, 5 marzo 1953) è stato un chitarrista spagnolo.

## Biografia
Uno dei pochi allievi di Francisco Tárrega, iniziò lo studio della chitarra in età precoce.
Apparve in concerto a Madrid, Barcellona e altre città importanti della Spagna.
Ha pubblicato composizioni proprie e istituito la Biblioteca Fortea, che conserva oltre 700 opere per chitarra.